# Karin Dicker
Karin Dale Dicker (Los Ángeles, 22 de diciembre de 1947), es una actriz estadounidense conocida su papel en Imitación a la vida (1959).

## Biografía
En la década de los 50, comienza su carrera como actriz infantil.
A la edad de once años rueda Imitación a la vida (1959), ese mismo año participa en uno de los episodios de la serie de televisión Lassie (1959) y un año después en This Man Dawson (1960) y El potentado (1960).

## Filmografía
| Cine                 | Cine                              | Cine                     | Cine                                     |
| Año                  | Título                            | Personaje                | Notas                                    |
| -------------------- | --------------------------------- | ------------------------ | ---------------------------------------- |
| 1959                 | Imitación a la vida               | Sarah Jane (niña)        | Papel secundario                         |
| 1960                 | El potentado                      | Niña saltando a la comba | Papel menor (no aparece en los créditos) |
| Series de televisión |                                   |                          |                                          |
| Año                  | Título                            | Personaje                | Notas                                    |
| 1959                 | Lassie                            | Anna                     | 1 episodio                               |
| 1960                 | Premios de teatro                 | Gwen Macabee             | 1 episodio                               |
| 1960                 | This Man Dawson                   | Karen Dicker             | 1 episodio                               |
| 1972–1993            | Where will my feet take me today? | Kelly                    | main role                                |